# آلتر (ویرجینیای غربی)
آلتر (به انگلیسی: Antler) یک منطقهٔ مسکونی در ایالات متحده آمریکا است که در شهرستان مک‌داول، ویرجینیای غربی واقع شده است. آلتر ۳۹۵٫۹۴ متر بالاتر از سطح دریا واقع شده است.